# André Marchand (homme politique)
Pour les articles homonymes, voir Marchand et André Marchand (homonymie).
André Marchand (né le 26 mai 1926 à Montréal, Québec et décédé le 11 janvier 2011 à Montréal, Québec à l'âge de 84 ans) est un homme politique québécois, il est l'ancien député libéral de la circonscription de Laurier, celui qui avait battu le chef du Parti Québécois René Lévesque.
Il fit ses études à l'École Jean-Talon à Montréal, au Collège de l'Assomption, à l'École supérieure Saint-Viateur à Outremont et à l'École des arts graphiques à Montréal. Propriétaire de l'imprimerie A. Marchand, puis Royal-Marchand inc., à Montréal, de 1960 à 1973. Administrateur de l'Association des maîtres imprimeurs de Montréal de 1967 à 1970.
Il est élu député libéral dans la circonscription de Laurier à l'élection québécoise du 29 avril 1970, puis réélu en 1973 et en 1976. Mais il ne s'est pas représenté à l'élection québécoise de 1981. Il représente des ventes et relationniste pour l'Imprimerie Bilodeau.